# Marquesat de Mondéjar
El marquesat de Mondéjar és un títol nobiliari espanyol, creat per Ferran V de Castella el 25 de novembre de 1512 per a Íñigo López de Mendoza i Quiñones, fill d'Íñigo López de Mendoza y Suárez de Figueroa (1415-1479), primer comte de Tendilla, i net d'Íñigo López de Mendoza y Lasso de la Vega (1398-1458), primer marquès de Santillana.
El títol de Marquès de Mondéjar és un dels més importants de l'aristocràcia castellana en l'edat moderna, lligat al de Comte de Tendilla, tots dos pertanyents a la Casa de Mendoza.
La localitat de Mondéjar i el seu marquesat, igual que Tendilla i el seu comtat, estan en l'actual província de Guadalajara, al centre geogràfic d'Espanya i no lluny de la cort des que aquesta es va fixar a Madrid (amb Felip II d'Espanya), com altres nuclis de poder dels Mendoza, com el Ducat de l'Infantado (el del Palau de l'Infantado a la mateixa ciutat de Guadalajara).
El títol de marquès de Mondéjar li va ser concedit el 25 de novembre de 1512 per Ferran el Catòlic a Íñigo López de Mendoza i Quiñones segon comte de Tendilla, anomenat el Gran Tendilla. A la seva mort a Granada al juliol de 1515, li va succeir en el títol el seu primogènit Luis Hurtado de Mendoza y Pacheco, tercer comte de Tendilla i segon marquès de Mondéjar i nebot del Cardenal Diego Hurtado de Mendoza y Quiñones.
La descendència masculina s'extingeix amb José Ibáñez i Nicolás Luis, els fills del marquès consort, Gaspar Ibáñez de Segovia, l'historiador, mort a Mondéjar en 1708, en la conjuntura de la Guerra de Successió Espanyola en què van prendre partit pel perdedor, l'arxiduc Carles d'Àustria, i van ser desheretats pel seu pare en un intent garantir la continuïtat del patrimoni familiar. El rei Lluís I d'Espanya va concedir Grandesa d'Espanya de primera classe a unir a aquest títol.
Des de 1997 ostenta el títol Íñigo Alfonso Cotoner y Martos.

## Marquesos de Mondéjar
Íñigo López de Mendoza i Quiñones, I marquès de Mondéjar (1440-1515) i II comte de Tendilla. Va casar amb Francisca Pacheco.
Luis Hurtado de Mendoza y Pacheco, II marquès de Mondéjar (1489-1566) i III comte de Tendilla. Va casar amb Catalina de Mendoza.
Íñigo López de Mendoza y Mendoza, III marquès de Mondéjar i IV comte de Tendilla. Va casar amb María de Mendoza.
Luis Hurtado de Mendoza y Mendoza, IV marquès de Mondéjar i V comte de Tendilla. Va casar amb Catalina de Mendoza, i en segones nupcias amb Beatriz de Còrdova. Tots dos matrimonis en 1560. Del primer matrimoni van tenir a l'hereu, i del segon matrimoni no va haver-hi successió.
- Íñigo López de Mendoza y Mendoza, V marquès de Mondéjar i VI comte de Tendilla.

(...)
María Gregoria de Mendoza, IX marquesa de Mondéjar i X comtessa de Tendilla, IV marquesa d'Agrópoli, casada amb Gaspar Ibáñez de Segovia, amb successió.
(...)
Nicolás Luis Ibáñez de Segovia y Mendoza, XI marquès de Mondéjar i XII comte de Tendilla. Va casar amb Sebastiana Ruiz de Alarcón y Pacheco, VI Marquesa de los Palacios, VIII Marquesa de Castrofuerte. Li va succeir el seu fill:
Nicolás María Ibáñez de Segovia, XII marquès de Mondéjar i XIII comte de Tendilla, marquès de Valhermoso, VII marquès de los Palacios, marquès d'Agrópoli, marquès de Castrofuerte. Va casar amb María Antonia Álvarez de Toledo y Fernández de Còrdova. Sense descendents.
(...)
Nicolás Cotoner y Cotoner, XXV marquès de Mondéjar i XXV comte de Tendilla des del 9 de maig de 1952 i marquès d'Ariany, casat amb María de la Trinidad Martos y Zabalburu, Vescomtessa de Ugena.
Íñigo Alfonso Cotoner y Martos, XXIV marquès de Mondéjar i XXVI comte de Tendilla.